# KNM-RU 7290
KNM-RU 7290 y M32363 son los nombres de catálogo de un cráneo fosilizado de un espécimen de Proconsul heseloni, especie de la que es el holotipo, encontrado en la isla Rusinga, Kenia, por Mary Leakey en dos campañas de excavación, 1948 y 1949, y cuya antigüedad es de unos 18 millones de años. Los hallazgos fueron publicados por W. E. Le Gros Clark en los años 1948, 1949, y 1950.
Las iniciales KNM del nombre corresponden a Kenya National Museum (ahora conocido como National Museums of Kenya) y RU al yacimiento paleontológico de la isla Rusinga.

## Atribución de especie
El fósil KNM-RU 7290, hasta Walker (1993), estuvo catalogado como Proconsul africanus.

## Descripción
El cráneo de Proconsul heseloni KNM-RU 7290 es, posiblemente, de una hembra, por carecer de cresta sagital y tener las paredes del cráneo finas y los caninos pequeños. Los especímines de la familia Proconsulidae promedian los 10,9 kg de peso. Las últimas estimaciones dan una capacidad craneana de 167 cm³ para este ejemplar.
De KNM-RU 7290, en 1949, se encontró parte de la cresta nucal pero no se reensambló con el resto del cráneo hasta treinta años después ya que los restos se habían catalogado como huesos de tortuga.